# Association of Volleyball Professionals
Die Association of Volleyball Professionals (AVP) ist ein US-amerikanischer Beachvolleyball-Verband. Sie vertritt die Interessen der Profis in dieser Sportart und organisiert seit 1984 eine eigene Turnierserie. 2010 geriet die AVP wegen finanzieller Probleme in eine existenzielle Krise.

## Geschichte
Die AVP wurde am 21. Juli 1983 gegründet. Zu dieser Zeit gab es bereits Beachvolleyball-Turniere in den Vereinigten Staaten, aber die Spieler waren unzufrieden mit der Vermarktung. Der neue Verband sollte den Profis neue Möglichkeiten bieten, ihre Interessen durchzusetzen.
Nach einem Streik amerikanischer Spieler bei der inoffiziellen Weltmeisterschaft in Redondo Beach führte der neue Verband 1984 die AVP Tour als eigene Turnierserie ein. Nachdem es 1986 erste Fernsehberichte über den Wettbewerb gegeben hatte, sorgten die Liveübertragungen bei NBC zu Beginn der 1990er Jahre für einen Boom mit vermehrtem Interesse seitens der Sponsoren und steigenden Preisgeldern. Nachdem die ersten Turniere noch allein den Männern vorbehalten waren, fanden 1993 erstmals Wettbewerbe für die Frauen statt, die sich zuvor in der Women’s Professional Volleyball Association (WPVA) organisiert hatten.
Ende der 1990er Jahre geriet die AVP erstmals in finanzielle Schwierigkeiten, was zu geringeren Sponsoreneinnahmen und Preisgelder bei der Tour 1998 führte. 2001 vereinigte die AVP die Wettbewerbe der Männer und Frauen. 2007 schuf sie mit den „Hot Winter Nights“ die erste Beachvolleyball-Serie in der Halle. Die Weltfinanzkrise erfasste auch die AVP, die im Sommer 2010 Insolvenz anmeldete. In den folgenden Jahren gab es mehrere Besitzerwechsel und Umstrukturierungen, bevor die AVP Tour 2013 wieder stattfand.

## AVP Tour
Die Turnierserie der AVP findet parallel zu den Wettbewerben des Weltverbands FIVB statt. Sie umfasst mehrere Turniere, die über den ganzen Frühling und Sommer verteilt in verschiedenen amerikanischen Städten ausgetragen werden. Die Anzahl der Stationen schwankte in den vergangenen Jahrzehnten. In den finanziell erfolgreichen Jahren fanden bis zu 26 Turniere statt.

## AVP Next und AVP First
2014 führte die AVP die Turnierserie AVP Next ein. Dort sind Spieler aktiv, die noch keine Profis sind. Die höchstrangigen Turniere der AVP Next werden als Gold und Gold+ kategorisiert. Außerdem gibt es eine Kategorie für Nachwuchsspieler unter 26 Jahren.
AVP First wurde im Jahr 2015 zur Nachwuchsförderung eingeführt. Es gibt Turniere für unterschiedliche Altersklassen.